# Szkoła Podstawowa im. Tadeusza Kościuszki w Wierzchowisku
Szkoła Podstawowa im. Tadeusza Kościuszki w Wierzchowisku – w Wierzchowisku przy ulicy Długiej 110.

## Historia
W 1917 roku w Wierzchowisku utworzono szkołę, w której uczyło się 37 uczniów, a pierwszym nauczycielem został Józef Bartosiewicz. Do 1945 roku szkoła nie posiadała własnego budynku i nauka odbywała się w domach prywatnych. W czasie II wojny światowej nauka odbywała się legalnie w trzech oddziałach w mieszkaniu Mariana Zielonki. W 1945 roku na szkołę zaadaptowano poniemiecki barak i podwyższono stopień organizacyjny do 6-klasowego. W 1952 roku dokonano reorganizacji szkoły na 7-klasową. W 1956 roku zawiązano Komitetu Budowy Szkoły i w 1962 roku rozpoczęto prace budowlane. W 1963 roku oddano do użytku nowy budynek szkolny i nadano szkole imię patrona Tadeusza Kościuszki. W latach 1987–1995 dyrektorem szkoły był Krzysztof Smela, pełniący od 9 lutego 2017 roku funkcję starosty powiatu częstochowskiego.

## Kierownicy szkoły
- 1917–1921 – Józef Bartosiewicz
- 1921–1923 – Lucyna Sikorska
- 1923–1939 – Roman Kotarski
- 1945–1958 – Jan Łutczak
- 1958–1987 – Jan Mazanek
- 1987–1995 – Krzysztof Smela
- 1995–2015 – Bożena Wytrych
- 2015–2019 – Renata Majewska
- 2019– nadal[2] – Katarzyna Dąbrowska